# 出渕裕
出渕 裕（、〈いずぶち ゆたか〉、1958年〈昭和33年〉12月8日 - ）は、日本のメカニックデザイナー、キャラクターデザイナー、アニメ監督、イラストレーター、漫画家。東京都生まれ、横浜市育ち。

## 略歴
保育園の頃、父親の勤める川崎重工業の東京の社宅に住んでいた。その後、埼玉を経て7歳の時に横浜の社宅に移り、小学校3、4年生の頃に両親が家を建てて以後は横浜で育つ。
1974年放送の『宇宙戦艦ヤマト』の大ファンとなる。高校生になるとS-Fマガジンの会員になって月に一度多くの同好の士たちと喫茶店で語り合った。1980年代にはSF作家の豊田有恒が主宰した創作集団パラレル・クリエーションに所属した。
1978年、『闘将ダイモス』の敵ロボットのデザインを担当してデビュー。以降、『ガンダム』シリーズや『機動警察パトレイバー』シリーズなどのアニメ作品でメカデザインを手掛けるようになる。またアニメに留まらず、東映のスーパー戦隊シリーズの敵キャラクターで特撮のデザインにも進出した。その一方で漫画家としてもデビューし、小説の表紙や挿絵などのイラストレーターとしての活動も始める。またフィクション作品のみならず、川田工業の二足歩行ロボット、HRP-2の外形デザイン・イメージも担当した。さらにはアニメの脚本や絵コンテも手掛け、2002年に『ラーゼフォン』でアニメ監督としてデビューする。2012年には大ファンだった『宇宙戦艦ヤマト』のリブート版『宇宙戦艦ヤマト2199』の総監督にも就任した。
長年に亘って東放学園映画専門学校でアニメーション映像科の講師を務め、「キャラクター表現ゼミ」を開催している。
2001年時点では日本SF作家クラブ会員であったが、2024年8月時点では会員名簿に名前がない。
2003年、デザインを担当した人間型ロボットHRP-2の最終成果機（Promet）により、川田工業株式会社とともに、第34回星雲賞自由部門を受賞。

## 作風
キャラクター性の強いメカデザインが特徴。怪獣好きだった影響か、ロボットをデザインしてもどこかクリーチャー的な部分が入って来てキャラクター性が出てしまうという。押井守からは、メカとして物理的・構造的に無理があるものや劇中の設定・考証を無視したものが多いとして、「メカ音痴」と評されている。一方、それに対して出渕は、「ロボット物」である以上、フィクションのロボット兵器はいくら「リアル」を追及しても本当のリアルなものにはなり得ず、ガンダムになるだけであり、そして出渕はそれでいいと思っている。また、「リアル」を突き詰めていくと作品がどんどん地味になって華がなくなってしまうというデメリットもある。
出渕特有のデザインの意匠として、メカの表面に複数の穴（基本は上段3個、下段2個の5つ穴）を開けるというものがある（通称「ブチ穴」）。出渕によれば、基本的には軽量化のためのものとイメージしてデザインしているという。本人は「困ったときに穴を入れる」「言及されるようになって極力入れないようにしているが、たまにウケを狙って『どうせ、これが欲しいんだろう？』と入れたりすることもある」などと冗談を言っている。あまりにイメージが強く、実際に二足歩行できるロボット「HRP-2」をデザインした際には、本人はデザインに描いていなかったのに、会社側が気を回して完成品には入っていたということもある。
ロボットのデザインにはボディが三次元曲面で構成されたものが多い。また、ロボットの頭部およびその周辺を左右非対称に描くことがあり、左右対称の頭部がほとんどであるロボットデザインにおいては異色である。
メカデザインの仕事に加えて、ファンタジー世界を題材にしたキャラクターデザインでも有名。海外で普及しているイメージの中から巧みに取捨選択し、それを洗練された表現で描き出すことで、日本のファンタジーのビジュアルの"スタンダード"と呼べるものを生み出した。出渕が『ロードス島戦記』のTRPGリプレイや小説の挿絵によって生み出したエルフやドワーフといった種族のビジュアルは、その後の日本におけるファンタジー世界のイメージに大きな影響を与えた。特にディードリットが象徴するエルフのビジュアルは、すでに日本を飛び越えて海外にまで広く影響を与えている。
出渕のファンタジー世界を描いたデザインやイラストはアール・ヌーヴォー調のタッチという印象を持たれているが、本人は影響を受けていないという。アール・ヌーヴォー的に見えるデザインは、『指輪物語』の挿絵や映画『ロード・オブ・ザ・リング』のデザインを担当しているアラン・リーと映画『ダーククリスタル』のコンセプトデザインを手がけたブライアン・フラウドという2人のイギリス人アーティストの作品にインスパイアされたもの。この2人の共著でいろいろな妖精を描いた『フェアリー』という画集を中学生の頃に手に入れ、そのビジュアルセンスに多大な影響を受けたという。
また特撮番組では、東映の戦隊シリーズで敵キャラクターのデザインを担当。独創性のある表現力で子ども向け番組にハイティーン以上のファンを取り込むきっかけを作った。
玩具メーカーも出渕のデザインに注目。バンダイの発行する模型雑誌『B-CLUB』で、『聖戦士ダンバイン』に登場するオーラバトラーのデザインをよりリアリティのある解釈でイラスト化する『オーラファンタズム』を連載。海洋堂が出渕デザインのメカやキャラクターを自社で展開するガレージキットで次々と立体化するなど、模型業界において大きな影響を与える存在となった。
メカやキャラクターだけでなく服飾デザイン、特に軍服関係にも興味がある。その延長で西洋甲冑にも興味があり、ロボットのデザインやアニメ・特撮のキャラクターの衣裳デザインにも影響が出ている。西洋甲冑ほど詳しくないが日本の甲冑にも興味がある。アニメでも特撮でも、作品の都合に合わせて簡略化したりアレンジしたり絵的に嘘をついたりしながらも、パッと見には着れたり動けたりできるように見える（特撮では実際に着ることができる）ところにデザインを落とし込んでいく。
デザイナーとして作品に参加する場合、自身がデザインした物の動かし方や見せ方については、その作品の作画監督や演出担当者が発言を行うべきであると考えており、デザイナーはあくまでもアニメーターの手伝いとして、作品の世界観を構築する手助けをする立場であると述べている。デザインというのは世界観を作ることであり、その作品の世界観を責任持って提案できるポジションでの仕事が続けられればいいと思っている。作品が良い形になるためであれば、すべてを自身がやる必要はなく、自分の中の「あるべきビジュアルイメージ」を提案し、デザイナーたちの得意なものを見極めた上で各人の特性に合った仕事を配していくスタッフワークをコントロールするのが理想と語る。いわばデザイン関係のディレクション、デザインプロデュースのようなスタンスでの仕事である。
特撮とアニメのデザインは違うものだと考えている。特撮のクリーチャーならまたやってみたい気もするが、ロボットアニメの敵ロボットのようなものはもうやりたくないという。興味自体薄れており、ネタ的にもバリエーション的にもやり尽くしていて、たとえやったとしてもいいものはできないし、そういう仕事は若い人が経験を積む場であると思っているため。事実、自身も毎回やられ役のロボットをデザインしていた頃に受けた「塗りつぶしてもシルエットが同じにならないように」という教えのおかげで、デザインの引き出しが増えたという。
アニメのデザイナーとしてデビューしてからずっとその仕事を続けているため、「メカデザイナー」という肩書を使っているが、仕事を始めた当初はどうしてもデザイナーになりたいとは思っておらず、演出など他の仕事にも興味があって、チャンスがあればやりたいと思っていた。またアニメには関心があったが、自分はもともと特撮畑の人間だと思っていたため、どうしてもアニメーションの仕事をしたいというこだわりもなかった。明確なビジョンもなく、「いろいろと経験している内にコネクションができて、業界に上手く自分の居場所を見つけて軟着陸できたらいい」程度の軽い気持ちで仕事を始めた。ただし、大学に4年間通ったとしてもサラリーマンにはなれないと感じていたし、映像関係の仕事に興味があったので、そちらの世界には関わって行きたいとは思っていた。自分がメカデザインのプロだと認識したのは、『戦闘メカ ザブングル』辺りの仕事をやるようになってから。
メカデザインだけでなく様々なデザインを手掛けるので、スタッフロールにはデザインワークスという形でクレジットされることも多い。
先任のデザイナーが降板したりデザインが難航したりしたときに呼ばれることが多い。

## 人物
1970年代から現在に至るまで、日本のアニメーションや特撮作品の変遷をファンとして、そしてスタッフとして自身で体感してきた人物。その制作業界で、デザイナー、イラストレーターにとどまらず、脚本や監督、プロデュースなど、多岐にわたって活躍している。また、自身が著作権を持つオリジナル作品もいくつか制作している。

### 影響
父が川崎重工業に勤めていた関係で自宅に船の図面があり、子供の頃はそれをいじって遊んでいた。
保育園の頃、ちょうど日本のテレビでアニメが放映され始め、再放送やビデオ録画もない時代、同じ社宅の友人の父親がアニメファンの走りだったおかげで、アニメ番組の映像を写真に撮ったものを見せてもらうことができた。その中で『鉄腕アトム』はあまり面白いと思わなかったが、『鉄人28号』や『8マン』は大好きで、当時は見るのを楽しみにしていた。
小学生の頃にウルトラシリーズで怪獣ブームが起こり、中学生の頃には『仮面ライダー』の放送が始まるなど特撮が花盛りだった。テレビでは『ゴジラ』などの特撮映画や海外のテレビシリーズなども数多く放映されており、すっかり魅了された。しかし、日本の特撮番組はその後、ファミリー向けや子供向けのエンターテインメントに重点をおくようになってストーリーや設定が単純化し、全く楽しめなくなった。
ちょうどその頃、入れ替わるようにアニメ監督の富野由悠季らが大人の興味を引き付けるような複雑なストーリーの作品を制作するようになったため、興味はアニメに移った。その数年後には『宇宙戦艦ヤマト』がテレビ放映され、アニメというメディアの発展に合わせるように出渕も成長していった。そして高校生の頃、あらたにファンタジーやSFにも興味を持つようになった。特撮については、映像的なものにはまだ魅力を感じていた。
当時はまだ一般的にはスタッフや監督で作品を観る習慣はなかったが、次第に高畑勲、富野由悠季、出﨑統らが注目されるようになり、その中でも富野と彼が監督した『海のトリトン』のファンだった。映像的な魅力はもちろん、非常にドラマチックな作品で、この時期のアニメの中では群を抜いており、非常に大きな影響を与えられたシリーズだという。ロボットアニメでは『マジンガーZ』や『ゲッターロボ』にはあまり惹かれなかったが、安彦良和のデザインした『勇者ライディーン』に登場するライディーンやガンテ、ドローメのデザインは刺激的だった。『機動戦士ガンダム』については、その富野と安彦が一緒にやると聞いて「他とは違う物を創ろうとしてるな」と感じ、ワクワクしていたという。
アニメ業界入りしたのはロボットアニメを数多く手がけた長浜忠夫監督のおかげ。アニメ制作会社のサンライズにファンレターを送るうちに会ってもらえることになり、喫茶店で数時間話し込んだ。その時に自主制作アニメ用の絵を見せたところ、『闘将ダイモス』の敵メカをデザインするチャンスを与えられた。
特撮作品でデザインを担当するようになったのは、『闘将ダイモス』で一緒に仕事をした東映の鈴木武幸プロデューサーから戦隊シリーズに誘われたのがきっかけ。
物づくりに関しては、『機動戦士ガンダム0080 ポケットの中の戦争』を監督した高山文彦から大きな影響を受けた。作品数は多くはないが、彼の創作への姿勢、視点、物事への取り組み方は話しているだけで理解でき、彼を大変尊敬しているという。
ジム・ヘンソン監督の映画『ダーククリスタル』に傾倒し、デザイン面でも同映画のデザイナー、ブライアン・フラウドの影響を受けている。また来日したジム・ヘンソンが雑誌『B-CLUB』のインタビューを受けた際に、インタビュアーを務めている。
人形作家辻村寿三郎のデザインに傾倒していた時期があり、特に『超新星フラッシュマン』などの悪役デザインにその影響がある。
『人造人間キカイダー』、『イナズマンF』、『スーパーロボット レッドバロン』などのファンで、雑誌『宇宙船』vol.16に寄稿したイラストエッセイで思い入れを語っている。
大のドイツ軍フリークとしても知られ、ナチス軍装についての造詣も深い。また『新機動戦記ガンダムW』の衣装デザインなどでも見せたように、西洋の装飾的な礼服についてもかなりの知識を持っている。フリッツヘルメットやパンツァーファウストなどをモビルスーツのデザインに採用し、「ジオン軍＝ドイツ風」のイメージを確立した。
ハリウッド映画『プレデター』に登場するプレデターのデザインは、出渕がデザインを担当した『電撃戦隊チェンジマン』の敵幹部ブーバのデザインを翻案したもの。出渕がデザイナー本人から直接「真似しました」と言われたという。その際、出渕は「自分はブーバを描く時に『スタートレック』のクリンゴン人を参考にした部分があるから、お互いさまですよ」と返答したという。
子どもの頃に憧れ、崇拝すらしていたタイトルのほとんどすべてにクリエイティブに関わることができたことを非常に幸運だったと思っている。また庵野秀明にそのことを語り、「残るはゴジラとウルトラマンだけ」と冗談を言ったところ、彼が監督する映画『シン・ゴジラ』でエンブレムのデザインをオファーされた。

## 著作物

### 漫画
| 作品名                                                | 掲載誌                                                                     | 単行本                                  | 発表形式     | 備考 |
| ----------------------------------------------------- | -------------------------------------------------------------------------- | --------------------------------------- | ------------ | --- |
| ときめいて！ ビリンちゃん ♥                           | 『戦闘メカ ザブングル大事典』（ラポート、1983年）                          |                                         | 描き下ろし   | |
| トラブル専科                                          | ザ・モーションコミック 1983年5月30日号                                     |                                         | 読み切り     | いづぶちゆたか名義。 |
| はっぴいえんどなんてくるわけない                      | ザ・モーションコミック 1984年1月20日号                                     |                                         | 読み切り     | いづぶちゆたか名義。 |
| 秘密兵器D・A・K・K・O                                 | ザ・モーションコミック 1984年6月1日号                                      |                                         | 読み切り     | いづぶちゆたか名義。 |
| 幻灯機                                                | ハイパー☆ゾーン（アニメージュコミックス、1985年）                          |                                         | 読み切り     | いづぶちゆたか名義。 |
| この世で一人の…                                       | ハイパー☆ゾーンIII（アニメージュコミックス、1985年）                       |                                         | 読み切り     | いづぶちゆたか名義。 |
| ぬいぐるみ殺人事件（第9回）                           | ミニコミ誌「漫画の手帖」                                                   | 漫画の手帖（1986年）                    | リレー連載   | 新井素子、吾妻ひでお他、複数の作家によるリレー形式の作品。                                                                            |
| ぬいぐるみ殺人事件（第9回）                           | ミニコミ誌「漫画の手帖」                                                   | 復刊ドットコム（2014年）                | リレー連載   | 新井素子、吾妻ひでお他、複数の作家によるリレー形式の作品。                                                                            |
| 機神幻想ルーンマスカー 総集編（ムック）1              | 月刊ドラゴンマガジン6月号（1988年） - 『月刊COMICリュウ』8月号（2009年） - | 月刊ドラゴンマガジン4月号増刊（1993年） | 連載（未完） | 単独名義では出渕唯一の連載コミック。『ドラゴンマガジン』誌創刊の目玉企画。2009年より『月刊COMICリュウ』で第二部として連載を再開した。 |
| 機神幻想ルーンマスカー                                | 月刊ドラゴンマガジン6月号（1988年） - 『月刊COMICリュウ』8月号（2009年） - | 富士見ファンタジアコミックス 第1巻      | 連載（未完） | 単独名義では出渕唯一の連載コミック。『ドラゴンマガジン』誌創刊の目玉企画。2009年より『月刊COMICリュウ』で第二部として連載を再開した。 |
| 機神幻想ルーンマスカー                                | 月刊ドラゴンマガジン6月号（1988年） - 『月刊COMICリュウ』8月号（2009年） - | RYU COMICS SPECIAL 第1巻（新装版）      | 連載（未完） | 単独名義では出渕唯一の連載コミック。『ドラゴンマガジン』誌創刊の目玉企画。2009年より『月刊COMICリュウ』で第二部として連載を再開した。 |
| 機神幻想ルーンマスカー フルカラー                     |                                                                            | RYU COMICS 第1–3巻                      |              | イラストレーター大本海図が全ページをフルカラー彩色。                                                                                  |
| YUTAKA IZUBUCHI'S COMIC WORKS（出渕裕コミック短編集） | 月刊COMICリュウ2009年5月号別冊付録                                         |                                         | 再掲載       | 新書版、全112ページ。初期の読み切り作品を再録。出渕の希望により、今後コミックス化されることは絶対ないとされる。                       |
| ラーゼフォン                                          | 月刊サンデーGX                                                             | サンデーGXコミックス 全3巻              | 連載         | 原作：BONES・出渕裕、作画：百瀬武昭。                                                                                                 |

### 小説
| 作品名                  | 原作          | 著者     | 収録                   | 備考 |
| ----------------------- | ------------- | -------- | ---------------------- | ---- |
| ラーゼフォン            | BONES・出渕裕 | 大野木寛 | MF文庫 全5巻           |      |
| ラーゼフォン 夢見る卵   | BONES・出渕裕 | 大野木寛 | MF文庫 全1巻           |      |
| ラーゼフォン 時間調律師 | BONES・出渕裕 | 神林長平 | 徳間デュアル文庫 全1巻 |      |

### 画集
- 出渕裕『Neos 出渕裕デザインアート集』朝日ソノラマ、1985年7月1日。ISBN 978-4-257-03200-7。
- 出渕裕『オーラバトラー：オーラファンタズム』バンダイ出版〈B-CLUB SPECIAL〉、1987年7月1日。ISBN 978-4-891-89322-4。
- 出渕裕『オーラバトラー2』バンダイ出版〈B-CLUB SPECIAL〉、1988年8月1日。ISBN 978-4-891-89353-8。
- 出渕裕『イルジオンー幻影―』〈角川スニーカー文庫〉1996年2月1日。ISBN 978-4-044-17501-6。
- 出渕裕『ANAM 出渕裕ロードス島戦記画集』KADOKAWA、1999年4月16日。ISBN 978-4-048-53065-1。
- 出渕裕『出渕裕 メカニカルデザインワークスⅠ』ムービック〈Mechanical design works series〉、2000年9月1日。ISBN 978-4-896-01490-7。
- 出渕裕、草彅琢仁『仮面ライダーアギト・アートワークス』メディアワークス、2002年12月1日。ISBN 978-4-840-22232-7。
- 出渕裕『出渕裕画業30周年記念画集 IIIX』徳間書店、2008年6月30日。ISBN 978-4-198-62400-2。

## 監督・原作作品
- 機動警察パトレイバー（1988年 - 2002年）
  - 出渕は、本作品の原作者集団「ヘッドギア」の1人[9]。
  - 漫画やアニメ作品（OVA・テレビシリーズ・映画など）に登場するほとんどのレイバーやその他メカニックデザインを担当。またそれだけでなく、アニメの脚本や絵コンテなど、シリーズの制作に深く関与している[9]。
  - 出渕がアニメ雑誌『アニメック』の編集者からゆうきまさみのネタ帳を見せてもらい、そこにあったキャラクターや警察が使用するロボットの絵を見て「何か形になるんじゃないか?」と思ったことがきっかけで企画がスタートする[26]。出渕は当時所属していたSF作家の豊田有恒主宰の創作集団「パラレル・クリエーション」[注 13]からサンライズに企画書を持ち込んだが、通らずに差し戻された[26]。そして伊藤和典と高田明美と知り合い、ゆうきまさみとともにヘッドギアを結成[26]。監督に押井守を迎えてアニメ化に向けて動いた。
- ラーゼフォン（2002年・2003年） - 原作・監督・脚本・絵コンテ
  - テレビシリーズと劇場版（ラーゼフォン 多元変奏曲）で監督を務めた。初監督作品。
  - サンライズから独立してBONESを設立した南雅彦の提案で監督することを決めた[17]。企画の始まりは自分なりの『勇者ライディーン』を作ろうということだった[4][注 10]。
  - 同じ頃にスタートした富野由悠季監督の『ブレンパワード』の企画から降りることになったので[注 14]、そのロボットのデザインと名称[注 15]を引き上げてこちらに流用した[4]。
- 宇宙戦艦ヤマト2199（2013年） - 総監督・シリーズ構成・メカニックデザイン・脚本・絵コンテ
  - 『地球へ…』に参加していた時、『宇宙戦艦ヤマト』のリメイクの話を受けたアニメスタジオの南町奉行所が出渕に声をかけたのが監督するきっかけだった[17][注 16]。その後企画には紆余曲折があったが、やらなければ後悔すると思い、総監督を引き受けた[4]。
  - メカニックデザインではヤマトのデザインはしていない。ガミラス側は少し手掛けたが、それもデザインの方向性を示しただけであとは他のデザイナーに任せた[17]。
- メタリックルージュ（2024年） - 原作・総監修・シリーズ構成[注 17]
  - 『ラーゼフォン』以来、19年ぶりとなるボンズとのオリジナル作品[3]。
  - 南雅彦と「将来的にボンズの自社IP（知的財産）として共有できる世界観にするために、まず大きなひとつの世界や歴史的背景をつくり、テレビアニメはその歴史の一部分の話にしよう」と話し合い、制作が決まった[3]。

## 参加作品

### メカニックデザイン

#### テレビアニメ
- 闘将ダイモス（1978年 - 1979年）
  - 出渕の公式デビュー作品。敵メカを担当。何度かサンライズをスタジオ見学していたところ、敵メカのアイデアを求めていた監督の長浜忠夫に誘われ、第16話ごろから参加した[5][8]。最初に長浜に提出したのは（出渕いわく「登場は3番目だったが記念すべき初仕事」）、第19話の「戦闘ロボ ガツール」[27]。途中参加なのでクレジットはされていない[14]。
  - 同作でスタジオぬえのメンバーや東映のプロデューサー鈴木武幸とも知り合ったことで活動の場を拡げていった[7]。
- 未来ロボ ダルタニアス（1979年 - 1980年） - デザイン協力
  - 敵メカを担当。
  - 初めてスタッフロールに載った[注 18]。
- 宇宙大帝ゴッドシグマ（1980年 - 1981年） - デザイン協力
  - 敵メカを担当。
- 無敵ロボ トライダーG7（1980年 - 1981年） - メカニカルゲストデザイン
  - 敵メカを担当。
  - 初めて決定稿を描いた[5]。
- 宇宙戦艦ヤマトIII（1980年 - 1981年） - SF設定協力
  - アリゾナやゼーアドラーIIIなど、少数のメカをデザインした。SFファンダムの先輩がSF考証の豊田有恒と親しくしていたことから誘われたという[8]。
- 最強ロボ ダイオージャ（1981年 - 1982年） - メカニカルゲストデザイン
  - 敵メカを担当。
- 戦闘メカ ザブングル（1982年 - 1983年） - メカニカルゲストデザイン
  - 敵メカを担当。主役メカ（前半のザブングルと後半のウォーカー・ギャリア）および主人公たちの母艦アイアンギアーは大河原邦男や湖川友謙ら他のスタッフたちのデザインで、出渕はそれ以外のウォーカーマシンやサブメカ、小物のデザインを担当。髙荷義之が児童誌に連載したイラストのラフ原画も手掛けた。
  - 富野由悠季との初仕事で、シリーズ当初より参加。吉川惣司の辞退により監督が富野に交代したことにより、作品の舞台も宇宙から西部劇のような世界に変わったので、ウォーカーマシンもすべて自動車や工作機械のようなものにデザインし直した[5][注 19]。
- 聖戦士ダンバイン（1983年 - 1984年） - メカニカルゲストデザイン
  - 敵メカを担当。主役機（前半のダンバイン[注 20]と後半のビルバイン[注 21]）はデザインしていない。
  - 企画当初のメカデザイナーだったスタジオぬえの宮武一貴がシリーズ序盤で降板[注 22]したのを受けて途中参加[5]。出渕が参加した時にはすでにビジュアル的な世界観や硬い殻を持った外骨格の昆虫からインスピレーションを得たオーラバトラーのコンセプトは宮武と監督の富野との間で完成していたため、それをそのまま引き継ぐことにした[4]。しかし、富野とアニメーションディレクターの湖川はそうは考えておらず、悩まされた[4]。結局、必ずしも宮武のコンセプトに従う必要はないと判断した出渕は、彼のアイデアを踏襲しつつ、ファンタジーに出て来る中世ヨーロッパの甲冑のようなアプローチを取り入れてデザインした[4]。
- 機甲界ガリアン（1984年）
  - 主役メカ・ガリアン（およびその強化改造型）[注 23]を除いた機甲兵とそれ以外のメカを担当した[20]。
  - 機甲兵には大河原邦男が描いたラフがあり、それをアレンジする作業がメインだった[20]。しかし、ファンタジー物は初めての大河原のデザインにはどうしても世界観に合わないものがあり[注 24]、人馬兵と飛行兵については出渕の方でアレンジの域を超えて変えてしまった[20]。また人馬兵には中村光毅の描いたラフもあり、そこからいくつかの要素を取り入れている[20]。それ以外は比較的ラフに近いデザインとなった[20]。
  - 高橋良輔監督との初作品で、「ジャラ剣」と呼ばれるガリアンソードは高橋監督のアイデアを元にデザインした[20]。「ジャラ剣」はその後、ほかの漫画やゲームなどにキャラクターの持ち武器として登場するようになった[20]。
- 機動戦士ガンダムΖΖ（1986年） - メカニカルベースデザイン
  - 全てのデザインを担当することになっていた永野護の降板を受けて行われたデザインコンペ[注 25]に出渕も参加。デザインは複数のデザイナーに任されることになり、主役メカ・ΖΖガンダムのデザイン原案は小林誠が担当、出渕も敵モビルスーツを何体か手掛けることになった[4][5]。クリンナップは伸童舎（岡本英郎、明貴美加）が担当し、出渕のデザインも一部を除いて彼らがクリンナップした[28]。
  - 当初、『機動戦士Ζガンダム』の後番組の完全新作のデザインを担当する予定だったが、急遽続けてガンダムシリーズの『ΖΖ』を放送することが決まり、そちらはお蔵入りになった[4][5]。
- 機動警察パトレイバー 全部見せます! 前夜祭（1989年）
- 機動警察パトレイバー（1989 - 1990年） - メカニックデザイン・脚本[注 26]
- ガサラキ（1998年）
  - タクティカルアーマーのデザインは、リアル志向の作品なので顔のないロボットを提案したところ、高橋監督からOKが出た[29]。
  - 企画段階では骨嵬の方がメインだった。実はそちらのデザインの方がやりたかったので、完全に自分の好きなように描いた[30]。。
  - 制服やコネクトスーツなどもデザインした（クリンナップは村瀬修功）[31]。
- 機動戦士Gundam GQuuuuuuX（2025年） - デザインワークス[32]

#### アニメ映画
- 宇宙戦艦ヤマト 完結編（1983年） - メカニックデザイン
  - ディンギル帝国のメカニックを辻忠直と共に担当。
- 超時空要塞マクロス 愛・おぼえていますか（1984年） - メカニックデザイン協力
  - ゼントラーディのパワードスーツ、ヌージャデル・ガーのデザインを担当[注 27]。
- 機動戦士ガンダム 逆襲のシャア（1988年）
  - 全てのデザインを担当することになっていた永野護が再度降板し、再び行われたコンペで今度はメインのメカデザイナーに選ばれ、すべてのMSのデザインを担当した[4][5]。
  - 今回もやはり時間が無く、主役のνガンダムのデザイン案を1週間で作らなければならなかった[13]。そこでサンライズ企画室はデザイナーたちを総動員して集めた様々なアイデアやスケッチを融合してラフデザインを作り上げた。出渕はそれを彼なりのデザインセンスとバランス感覚で決定稿に昇華させた[13][注 28]。その他の連邦軍のMSも同様の手法でデザインされた。一方、ネオジオン側のMSデザインは出渕一人で担当した。どちらのデザインもクリンナップはサンライズのデザイナーに任された[4]。艦船やプロップデザインはガイナックスに外注された。
  - 出渕にとっては初めての主役メカだったが、あくまでも大河原邦男のデザインあってのものという気持ちだった[5]。「自分の線でファーストガンダムを描いたらこうなる」というデザインであり、「もともと完成されたデザインなので時間もない中で変にいじるよりはアレンジ程度に留めておいた良い」という判断で新しいコンセプトを持ち込んでいない。そのため、本人は少しコンサバティブすぎたかもしれないと思っている[33]。しかし、もっと時間があったら考えすぎてあまり良くないものになっていたかもしれないとも言っている[4]。
- 機動警察パトレイバー the Movie（1989年）
  - メカニックデザイン協力に河森正治、佐山善則、幡池裕行。
- 機動警察パトレイバー 2 the Movie（1993年）
  - 河森正治、カトキハジメ、藤島康介、佐山善則、伊東守と連名。
- WXIII 機動警察パトレイバー（2002年） - メカニカルデザイン・スーパーバイザー
  - 河森正治、カトキハジメと連名。

#### OVA
- 機甲界ガリアン 鉄の紋章（1986年）
  - ガリアンにあたる鉄巨神を含め、テレビシリーズに登場する全ての機甲兵のデザインをリファインした[20]。
  - テレビシリーズではスケジュール的な都合でやりたくても出来なかった「鉄のからくり」的なイメージを持たせ、「魔法が生み出した鉄の化け物」で「畏怖すべき存在」という感じを出すためにデザインを少し生物的な方向に持って行った[20]。
  - オリジナルデザインとして新たにデザインした邪神兵は、神話的な世界観なら蛇のような機甲兵もありだろうということで映画『タイタンの戦い』に登場したメドゥーサを参考にデザインした[20]。
- New Story of Aura Battler DUNBINE（1988年）
  - オーラバトラーをテレビシリーズでは描ききれなかったより生物的なアプローチのデザインにアレンジした[34]。
- 機動戦士ガンダム0080 ポケットの中の戦争（1989年）
  - 早い段階で企画書をもらって企画の最初から関わり、世界観構築のためのデザイン全体の監修も頼まれた[4]。
  - デザインだけでなくアニメでの映像としての見せ方についても意見を出した[13]。映像的なインパクトを付けるために実弾兵器を提案。また本作でのガンダムは悪役であるため、それを印象付けるために卑怯とも言える隠し武器を腕部に内蔵させた[35]。
  - MSだけでなく、拳銃などの小火器もデザインしたほか、デザインを統一するために軍服のデザインなどキャラクターデザインのアイデアも出した[36][37]。
- 機動警察パトレイバー アーリーデイズ（1988 - 1989年）
- 機動警察パトレイバー NEW OVA（1990年 - 1992年） - メカニックデザイン・脚本[注 26]・絵コンテ[注 26]

#### Webアニメ
- 日本アニメ（ーター）見本市 「世界の国からこんにちは」（2015年） - ロボットデザイン
- 日本アニメ（ーター）見本市「機動警察パトレイバーREBOOT」（2016年） - メカニカルデザイン・監修

#### 漫画・小説
- 『機動戦士ガンダム 逆襲のシャア ベルトーチカ・チルドレン』 - メカデザイン、口絵など
  - 映画『機動戦士ガンダム 逆襲のシャア』のシナリオ第1稿を基にした富野由悠季の小説およびそのコミカライズ作品に登場する映画のものとは似て非なるMSをデザイン[注 29]。
- アッセンブル・インサート（1989年 - 1990年）
  - ゆうきまさみの漫画作品。

#### その他（メカニックデザイン）
- ケルベロス・サーガ（1987年 - ）
  - 『紅い眼鏡』（特撮）、『人狼』（アニメ映画）など一連の映像・漫画作品に登場する、特機隊の装甲服「プロテクトスーツ」や車輌・航空機などのデザインを担当[注 30]。
  - 日本の警察部隊が使うプロテクトギアのデザインを押井守に「ドイツ軍っぽいヘルメットにしてくれ」と言われたことに納得がいかず、「第二次大戦で日本が戦ったのはドイツで、負けて占領された時代があった」という背景を作ったところ、それが公式の世界観になった[14]。

### キャラクターデザイン

#### 特撮
- ロボット8ちゃん（1981年）
  - エバポリスをデザイン[39][40][41][注 31]。SFファンダム関連で知り合っていた石森プロの青柳誠からの紹介であった[8]。
- 科学戦隊ダイナマン（1983年）
  - 実質的に初の特撮デザイン作品。敵キャラクターを担当。アニメーションのセンスを取り入れたシャープなデザインを多数輩出。
  - 同枠で前年度放送していた『大戦隊ゴーグルファイブ』のころにプロデューサーの鈴木武幸から声を掛けられたが、この時はスケジュールの都合で断ったとのこと[7][8]。
- 超電子バイオマン（1984年）
  - 新帝国ギアやバイオハンター・シルバのデザイン[注 32]。
- マイティレディ（1984年、特撮オリジナルビデオ）
  - 初代マイティレディのコンセプトデザイン。
- 電撃戦隊チェンジマン（1985年）
  - 電撃戦隊・大星団双方のメインデザイン。ゴズマは多様な宇宙人で構成されるという設定からあえて統一的なコンセプトは持たせず、円谷プロダクション作品や海外SFのイメージも取り入れている[8]。
- 超新星フラッシュマン（1986年）
  - 全てのデザインを一手に手掛けた。
  - 自ら降板を申し出て、一旦シリーズから外れる[7]。
- バトルガール（1991年、大映、ビデオ作品） 
  - キューティー鈴木が演じるキャラクターのコスチュームをデザイン。
- 仮面ライダーアギト（2001年）
  - 怪人であるアンノウン、および4人目の仮面ライダーであるアナザーアギトのデザイン。
- 劇場版 仮面ライダーアギト PROJECT G4（2001年） 
  - アンノウンデザイン。草彅琢仁との連名。
- キューティーハニー（2004年、映画）
- 劇場版 仮面ライダー響鬼と7人の戦鬼（2005年） 
  - 「魔化魍」デザイン。
- 劇場版 仮面ライダーカブト GOD SPEED LOVE（2006年）
  - ZECT衣装デザイン。
- キューティーハニー THE LIVE（2007年）
- 仮面ライダーディケイド（2009年）
  - アギト編「バッファローロード」を担当。
- 劇場版 仮面ライダーディケイド オールライダー対大ショッカー（2009年）
  - キングダークを担当。
- 仮面ライダーオーズ/OOO（2010年）
  - 篠原保との連名[注 33]。
- オーズ・電王・オールライダー レッツゴー仮面ライダー（2011年） 
  - ショッカーグリードを担当。
- 特命戦隊ゴーバスターズ（2012年）
  - 篠原保、原田吉朗、森木靖泰、K-SuKeとの連名。
  - 25年ぶりにスーパー戦隊シリーズに参加した。
- 仮面ライダージオウ（2018年）
  - 篠原保との連名。
- シン・仮面ライダー（2023年） 
  - 山下いくと、前田真宏との連名[42]。

#### アニメ
- デルパワーX 爆発みらくる元気!!（1986年）
- ロードス島戦記（1990年） - キャラクター原案
  - 脇役も含めたキャラクターのラフデザインを描いた[9][注 34]。
- 鉄腕バーディー（1996年） - クリーチャーデザイン・スーパーバイザー
  - ゆうきまさみの漫画が原作のアニメのデザイン。

#### 漫画
- クルクルくりん（漫画：とり・みき）
  - 作中の自主映画「学園戦隊トリカマン」のスーツデザインと、一部の話でモブキャラを描いている。本人もなぜか女子学生役で登場。
- 風の戦士ダン（作画：島本和彦 / 原作：雁屋哲）
  - メカニックや敵キャラクターなど多岐に及ぶがクレジットはされていない。当時デビュー間もない島本の画力では技術不足によりデザインの反映が困難であったことが、島本の自叙伝『アオイホノオ』にて描かれている（出渕本人も登場）。また一部シーンは、作中にてその後の島本の画力で出渕のデザインに忠実に書き直して再現されている。

#### ゲーム
- ベルデセルバ戦記（テンキー、1997年） - キャラクターデザイン
- パンツァーフロント bis.（エンターブレイン、2001年） - スーパーバイザー
- ソウルキャリバーIV（バンダイナムコゲームス、2008年） - ボーナスキャラクターの1人、シェラザードを担当

### キャラクターリファインデザイン
- エイトマン（1994年）
  - 末松正博版の漫画のエイトマン（『月刊マンガボーイズ』連載）。
- 仮面ライダー THE FIRST（2005年）
  - リブート映画の仮面ライダー1号、2号およびショッカー怪人を担当[注 35]
- 仮面ライダー THE NEXT（2007年）
- スカルマン（2007年）
  - 実写ドラマのスカルマンデザイン。テレビアニメではスカルマンとGROのデザインのほか、シリーズ構成・脚本などで作品に全面的に携わる。
- 平成ライダー対昭和ライダー 仮面ライダー大戦 feat.スーパー戦隊（2014年）
  - ヤマアラシロイドを担当。

### 服飾デザイン
- 新機動戦記ガンダムW（1996年） - OZの華麗な制服を中心とした衣装デザインの協力。他にも『機動戦士ガンダム0080 ポケットの中の戦争』の拳銃がそのまま流用されている。
- 無限のリヴァイアス （1999年 - 2000年） - デザイン協力
  - 制服をデザインしたが、決定稿は出渕のラフとは完全に別物になっている[43]。
- JUNK -RECORD OF THE LAST HERO-（漫画：麻宮騎亜、2004年 - 2007年） - JUNKスーツデザイン[注 36]
- ローレライ（2005年） - パウラ水密服デザイン
- 劇場版 仮面ライダーカブト GOD SPEED LOVE（2006年） - ZECT制服デザイン

### その他のデザイン
- スケバン刑事（劇場版）（1987年）
  - サイボーグの腕のメカ部分。
- 機動戦士ガンダム0080 ポケットの中の戦争（1989年） - デザインワークス
  - MSや戦艦・軍服・銃器などのデザイン。
- サイレントメビウス（劇場版）（1991年）
- 宇宙の騎士テッカマンブレード（1992年 - 1993年） - 設定協力[注 37]
- 装甲騎兵ボトムズ 赫奕たる異端（1994年） - デザインワークス（設定原案）
- 機動戦士ガンダム MS IGLOO（2004年 - 2006年） - デザインワークス、スーパーバイザー
- 交響詩篇エウレカセブン（2005年） - デザインワークス
  - 武半慎吾、コヤマシゲト、柳瀬敬之、中田栄治と連名。
- Ergo Proxy （2006年） - デザイン協力
- ガラスの艦隊（2006年） - コンセプトアドバイザー
- 機神大戦ギガンティック・フォーミュラ（2007年） - ギガンティックデザイン
  - 「ディアーヌ7」を担当。
- 地球へ…（2007年） - コンセプトデザイン
- ヱヴァンゲリヲン新劇場版:序（2007年） - デザインワークス
  - ゼーレのシンボルマークをリファイン。
- ヱヴァンゲリヲン新劇場版:Q（2012年） - デザインワークス
- シン・ゴジラ（2016年） - デザインワークス
  - 特殊建機小隊エンブレムデザイン[1]。

### クリエイティブプロデューサー
- 鉄腕バーディー DECODE（2008年）
- 鉄腕バーディー DECODE:02（2009年）

### 脚本
- シャングリ・ラ（2009年、第11話）

### 挿絵・イラスト

#### 小説
- 嵩峰龍二『ソルジャー・クイーン』シリーズ
- 富野由悠季『オーラバトラー戦記』（カドカワノベルズ版第1–3巻）
- 火浦功『未来放浪ガルディーン』シリーズ
- 水野良『ロードス島戦記』シリーズ
  - 勘違いからヒロインのエルフ・ディードリットの耳を極端に長く描き（元となったエルフのデザインでは、エルフの耳はミスター・スポックのような形状である）、特定年齢層の日本人に「エルフと言えば長い耳」のイメージを定着させたことになっている。現在でも、日本・韓国のファンタジー系RPGで登場するエルフやそれに類する亜人は、極端に耳が長いことが挙げられる。グループSNE関連の冊子などでは「笹耳」と表現される。出渕本人は「メカのアンテナのようなイメージで描いた」とインタビューで語っている。後年、出渕は『ダーククリスタル』に登場するゲルフリン族の影響があったことや、「描いた時は気づかなかったけど、あとから考えると、ゲルフリンのキアラのイメージだなと」述べている[44]。
- ひかわ玲子『三剣物語』シリーズ
- ひかわ玲子『九大陸物語』シリーズ
- 葛城稜『亜妖精物語』シリーズ
- 滝本正至『アグノイア』シリーズ

#### パッケージ
- 聖戦士ダンバイン（LD-BOX Part 1パッケージ、他）
- 機甲界ガリアン（BD-BOXパッケージ、『月刊ニュータイプ』1986年7月号付録ポスター、他）

### 商業デザイン
- 1998年の航空自衛隊戦技競技会の特別塗装として、第204飛行隊のF-15J戦闘機に、出渕がデザインしたワルキューレとグリフォンが描かれた
- HRP-2（川田工業株式会社） - 外形デザイン・イメージを担当。愛称名「Promet（プロメテ）」を考案

### その他
- スーパーロボット大戦V（2017年） - 開発協力
  - 波動砲（『宇宙戦艦ヤマト2199』）の設定についてゲームスタッフから相談を受けている[45]。

## 連載
- 「メカニカルおもちゃ箱」（講談社『コミックボンボン』）
- 「AURA FHANTASM（オーラファンタズム）」（講談社『B-CLUB』） - 『聖戦士ダンバイン』のオーラバトラーをファンタジー風に表現したイラストを連載[10]。
- 「闇の紳士録」（『JUNE』） - 自分のデザインした特撮悪役キャラを紹介するイラストコラムを連載していた。
- 「出渕裕の酔いどれ人生相談」（月刊COMICリュウ）

## 出演
- ビデオマガジン「BANDAI ANIRAMA PRESS 電影帝国」Vol.1–5（1988年 - 1989年発売） - 声優の川村万梨阿と2人でメインキャスターを担当した。
- BSアニメ夜話（NHK BS2） - 以下の回にゲスト出演。
  - 機動警察パトレイバー（劇場版）（2004年10月25日）
  - 勇者ライディーン（2006年8月8日）
- X年後の関係者たち〜あのムーブメントの舞台裏〜 #35「機動警察パトレイバー」（2023年3月7日、BS-TBS）[46]

## 交友関係
- 親しい友人らには「ブッちゃん」との愛称で呼ばれる。
- 学生時代は一アニメファンとして『宇宙戦艦ヤマト』のファンクラブなどに所属し、自主アニメ企画を立てたりもしていた。当時ヤマトファンクラブの会長だった氷川竜介によれば、お互い住んでいるところが近かったため会報の手伝いなどをよくしてもらっているなど交友があり、出渕がデビューするきっかけについても以下のように回想している。
  - 氷川は当時、ヤマト以外のアニメの情報も扱う総合的な会報も作っており、出渕も協力していた。『超電磁ロボ コン・バトラーV』の特集および新番組『闘将ダイモス』の情報が掲載されていた号で、両作品の監督である長浜忠夫と出渕には、ファンレターをきっかけに交流があることが話題になり、サンライズで面会する機会が設けられた。
  - その際に出渕が先の自主アニメ企画をまとめた同人誌を長浜に見せたところ、出渕のデザインを気に入った長浜からの依頼でダイモスの敵メカデザインを作成することになり、実際に作成したデザインもそのまま採用され、デビューすることとなった。
  - 東映のプロデューサー鈴木武幸ともここで知り合い、後の特撮デザイン進出へとつながっていく。
  - 氷川の著作である『20年目のザンボット3』に収録された1979年の富野由悠季へのインタビューの際、著者の氷川に同行した「友人」が登場するが、これは出渕のことである。
- 漫画家ではゆうきまさみやとり・みきらと親交があり、彼らの漫画の登場人物として出演した。
  - ゆうきが1987年に渋谷で行われた出渕の個展に寄せた漫画では、出渕は「僕は嫁さんよりも娘がほしい」と言っていたことがあるという。
  - ゆうきやとりと同様、原田知世の熱烈なファンだった。原田知世の主演映画『天国にいちばん近い島』にも出演している。『ファンロード』誌において、レポートマンガを描く条件で原田知世にインタビュー。この時、握手した手を3日洗わなかったという。
- 『アニメージュ』1980年10月号の座談会で自分は「しずかちゃんのヌードに感じるタイプだなァ」と語っている。また『ドラえもん』は「しずかちゃんのヌードシーンがあるからみなくっちゃイケナイナァとおもうもン」と語っている。この座談会で実写も悪くないとする周囲に「アニメのほうが、ゼッタイいいよ。ナマナマしいのはキライッ」と力説した[47]。
- 『ルーンマスカー』第1巻は、当時気鋭のデザイナー兼イラストレーターとして人気のあった出渕の初マンガ単行本ということもあって初版が（それまで出版で実績のない作家としては）異例の大部数となり、出渕のもとには高額の印税が舞い込むことになった。しかしこれまで手にしたこともない額をどう使えばいいのか分からない出渕は友人に使い道を相談して回り、相談された友人の間では「別荘を買わせよう」という企みが冗談半分で画策されていたという。これはその友人の面々が「どうせブッちゃんは忙しくて使う暇がないんから、彼に別荘を買わせて俺らが使わせてもらえば（出渕的には税金対策になるし、自分たちはタダ同然で使えるから）お互いに幸せじゃないか」とバカ話を交わしたことから出た。そんな冗談も通じるほど付き合いの深い仲ならではのエピソードである。